# Swetlana Michailowna Lapina
Swetlana Michailowna Lapina (russisch Светлана Михайловна Лапина, engl. Transkription Svetlana Lapina; * 12. April 1978 in Machatschkala) ist eine ehemalige russische Hochspringerin.
Bei den Leichtathletik-Juniorenweltmeisterschaften 1996 in Sydney gewann sie mit einer übersprungenen Höhe von 1,91 m die Bronzemedaille. Bei den Leichtathletik-Junioreneuropameisterschaften 1997 in Ljubljana wurde sie ebenfalls Dritte.
1999 belegte bei der Universiade in Palma sie hinter der amtierenden Europameisterin Monica Iagăr den zweiten Rang. Den größten Erfolg ihrer Karriere feierte Lapina einige Wochen später mit dem Gewinn der Bronzemedaille bei den Leichtathletik-Weltmeisterschaften in Sevilla. Mit persönlicher Bestleistung von 1,99 m war sie am Ende des Wettkampfs höhengleich mit der Siegerin Inha Babakowa und der Zweiten Jelena Jelessina. Die Anzahl der Fehlversuche entschied über Platzierungen.
Bei den Olympischen Spielen 2000 in Sydney schied Lapina mit 1,92 m bereits in der Qualifikation aus.
Swetlana Lapina ist 1,80 m groß und wog zu Wettkampfzeiten 58 kg.

## Bestleistungen
- Hochsprung: 1,99 m, 29. August 1999, Sevilla
  - Halle: 2,00 m, 26. Februar 2003, Moskau